# Nueva Toledo, Paraguay
Nueva Toledo este un oraș din departamentul Caaguazú, Paraguay.